# Hindman
Hindman è un comune degli Stati Uniti d'America, situato nello Stato del Kentucky, nella Contea di Knott, della quale è il capoluogo.